# Mainoru River
Mainoru River är ett vattendrag i Australien. Det ligger i territoriet Northern Territory, omkring 420 kilometer sydost om territoriets huvudstad Darwin.
Omgivningarna runt Mainoru River är huvudsakligen savann. Trakten runt Mainoru River är nära nog obefolkad, med mindre än två invånare per kvadratkilometer. Genomsnittlig årsnederbörd är 1 004 millimeter. Den regnigaste månaden är februari, med i genomsnitt 231 mm nederbörd, och den torraste är augusti, med 1 mm nederbörd.